# Gohiki no shinshi
Gohiki no shinshi (五匹の紳士), conosciuto anche col titolo internazionale Cash Calls Hell, è un film del 1966 diretto da Hideo Gosha.
La pellicola ha come interpreti principali Tatsuya Nakadai e Kunie Tanaka.

## Trama
Oida ha travolto ed ucciso, in un incidente stradale, un uomo e la sua bambina. Non avendo fondi per indennizzare la vedova si trova in carcere.  Il suo compagno di cella, Sengoku, gli fa una proposta che si presuppone remunerativa, a patto che Oida non chieda di che si tratti: dovrà solo recarsi, l’indomani, il giorno della sua scarcerazione, da Utako, la fidanzata di Sengoku, con un segno di riconoscimento. Oida, consapevole delle difficoltà che avrebbe comportato il suo reinserimento nella vita sociale ed economica, accetta.
Oida, uscito dal carcere,  incontra Utako, che le consegna un anticipo in denaro e i nominativi ed indirizzi di tre uomini: Motoki, Umegaya e Fuyujima. Oida le chiede se per caso debba andarli a chiamare: Utako gli risponde che il suo compito è ucciderli, dopo di che riceverà una ingente somma di denaro.
Oida rintraccia Motoki, la prima futura vittima, ma non se la sente di assassinarlo. A farlo ci pensano due misteriosi individui, ai quali Motoki rivela il nome di Umegaya. Oida si reca ad un indirizzo al quale Motoki, prima di spirare, affidandogli un pacchetto, lo aveva pregato di andare: lì incontra la piccola Tomoe, figlia della vittima, destinata ora ad un orfanotrofio, e le consegna il regalo del padre. Tomoe, sfuggendo alla sorveglianza dei vicini, prende a seguire Oida.
Il copione si ripete nel caso di Umegaya: Oida, in compagnia della piccola Tomoe, lo raggiunge in un locale notturno, dove fra l’altro incontra la vedova dell’uomo che egli aveva investito, che, inflessibile, gli nega il perdono. I due misteriosi figuri riappaiono ed uccidono anche Umegaya. Oida comincia a chiedersi che storia stia sotto a tutto ciò, mentre recupera Tomoe, che lo sta aspettando intirizzita nelle intemperie, accudita dalla vedova, impietosita alla vista della piccola.
Oida appura che i killer sono trafficanti di droga, ai quali la banda con a capo Sengoku, della quale facevano parte le tre vittime designate, aveva sottratto i proventi illeciti. Sengoku intendeva eliminare i suoi complici con l’aiuto dell’inconsapevole Oida, in modo da accaparrarsi l’intero bottino. In uno scontro, Fuyujima e uno dei due trafficanti rimangono uccisi, mentre l’altro rapisce Tomoe.
Sengoku viene scarcerato, e, convinto che Oida sia stato l’autore dei tre omicidi, lo conduce in una centrale elettrica in cui aveva nascosto il bottino, facendogli credere di volergli consegnare la parte pattuita: in realtà estrae una pistola e vuole ucciderlo. Ne nasce una colluttazione, a seguito della quale Sengoku muore fulminato, e Oida è ferito gravemente.
Oida si allontana col bottino, che intende offrire come riscatto al trafficante superstite per la liberazione di Tomoe. Appena prima di giungere all’appuntamento per la restituzione dell’ostaggio il trafficante viene fermato dalla polizia per una questione riguardante il  passaporto, il che consente ad Oida di inviare la riluttante Tomoe, in taxi, col denaro del bottino, alla vedova. Così riuscirà a risarcirla economicamente, e, in un certo senso, a restituirle una figlia.
Oida è agonizzante nelle vie della città.